# Comando Combatiente Unificado
Un Comando Combatiente Unificado (del inglés: Unified Combatant Command) es un comando militar conjunto del Departamento de Defensa de Estados Unidos que está compuesto por unidades de dos o más ramas de servicio de las Fuerzas Armadas de Estados Unidos y lleva a cabo misiones permanentes y de amplio espectro. Actualmente hay 11 comandos combatientes unificados, y cada uno de ellos está establecido en el escalafón más alto de los comandos militares, con el fin de proporcionar mando y control efectivo de todas las fuerzas militares de Estados Unidos, independientemente de la rama de servicio, durante períodos de paz o en tiempos de guerra. Los comandos combatientes unificados están organizados sobre una base geográfica (conocida como «área de responsabilidad») o sobre una base funcional, por ejemplo operaciones especiales, proyección de fuerza, transporte y ciberseguridad. Actualmente siete comandos combatientes están designados como geográficos y cuatro como funcionales. Los comandos combatientes unificados son comandos «conjuntos» y tienen emblemas específicos que denotan su afiliación.
El Plan del Comando Unificado (Unified Command Plan (UCP) establece las misiones, las responsabilidades de mando y las áreas geográficas de responsabilidad de los comandos combatientes.Cada vez que se actualiza el Plan del Comando Unificado se revisa la organización de los comandos combatientes para determinar su eficiencia y eficacia militar, así como la alineación con la política nacional.
Cada comando combatiente unificado está dirigido por un comandante combatiente (combatant commander (CCDR), que es un general o almirante de cuatro estrellas. A los comandantes combatientes se les confía un tipo específico de autoridad de mando operativo intransferible sobre las fuerzas asignadas, independientemente de la rama de servicio. La cadena de mando para fines operativos (según la Ley Goldwater-Nichols) va desde el presidente de Estados Unidos, pasando por el Secretario de Defensa, hasta los comandantes combatientes.

## Autoridad de comando
Pueden distinguirse cuatro tipos de autoridad de comando:
1. COCOM (Combatant Command) - Comando Combatiente: control unitario que no puede ser delegable por el comandante combatiente (Combatant Commander, CCDR).

1. ADCON (Administrative Control) - Control Administrativo de la función de mando para la «obtención de recursos, orientación para la formación, métodos de moral y disciplina».[9]

1. OPCON (Operational Control): Control Operativo de una función de comando, p.e. sostenimiento. En ese caso el OPCON está encarnado en las Brigadas de Apoyo sobre el Terreno del Ejército (Army Field Support Brigades (AFSBs).

1. TACON (Tactical Control): Control Táctico de sostenimiento, por ejemplo, incorporado en una Brigada de Apoyo a la Contratación (Contracting Support Brigade).

## Lista de comandos combatientes

Areas geográficas de responsabilidad para los Comandos Combatientes Unificados.

| Emblema                           | Comando Combatiente (Acrónimo)              | Establecimiento como comando unificado | Oficina central                       | Comandante                        | Comandante                        | Comandante |
| Emblema                           | Comando Combatiente (Acrónimo)              | Establecimiento como comando unificado | Oficina central                       | Retrato                           | Nombre                            |            |
| Comandos combatientes geográficos | Comandos combatientes geográficos           | Comandos combatientes geográficos      | Comandos combatientes geográficos     | Comandos combatientes geográficos | Comandos combatientes geográficos |            |
| --------------------------------- | ------------------------------------------- | -------------------------------------- | ------------------------------------- | --------------------------------- | --------------------------------- | ---------- |
|                                   | Comando de Africa (USAFRICOM)               | 2008 de octubre de 1                   | Kelley Barracks, Stuttgart, Alemania‡ |                                   | General Michael E. Langley USMC   |            |
|                                   | Comando Central (USCENTCOM)                 | 1983 de enero de 1                     | MacDill Air Force Base, Florida‡      |                                   | General Michael E. Kurilla USA    |            |
|                                   | Comando Europeo (USEUCOM)                   | 1952 de agosto de 1                    | Patch Barracks, Stuttgart, Alemania   |                                   | General Christopher G. Cavoli USA |            |
|                                   | Comando Indo-Pacífico (USINDOPACOM)         | 1947 de enero de 1                     | Camp H. M. Smith, Hawái               |                                   | Almirante John C. Aquilino USN    |            |
|                                   | Comando Norte (USNORTHCOM)                  | 2002 de octubre de 1                   | Peterson Space Force Base, Colorado   |                                   | General Glen D. VanHerck USAF     |            |
|                                   | Comando Sur (USSOUTHCOM)                    | 1963 de junio de 6                     | Doral, Florida‡                       |                                   | General Laura J. Richardson USA   |            |
|                                   | Comando Espacial (USSPACECOM)               | 2019 de agosto de 29.}}                | Peterson Space Force Base, Colorado‡  |                                   | General James H. Dickinson USA    |            |
| Comandos combatientes funcionales |                                             |                                        |                                       |                                   |                                   |            |
|                                   | Comando Cibernético (USCYBERCOM)            | 2018 de mayo de 4                      | Fort George G. Meade, Maryland        |                                   | General Timothy Haugh USA         |            |
|                                   | Comando de Operaciones Especiales (USSOCOM) | 1987 de abril de 16                    | MacDill Air Force Base, Florida       |                                   | General Bryan P. Fenton USA       |            |
|                                   | Comando Estratégico (USSTRATCOM)            | 1992 de junio de 1                     | Offutt Air Force Base, Nebraska       |                                   | General Anthony J. Cotton USAF    |            |
|                                   | Comando de Transporte (USTRANSCOM)          | 1987 de julio de 1                     | Scott AFB, Illinois                   |                                   | General Jacqueline Van Ovost USAF |            |

‡ Actualmente, cuatro comandos combatientes geográficos tienen sus oficinas centrales ubicadas fuera de su área geográfica de responsabilidad.